# Mariano Izco
Mariano Julio Izco (* 13. März 1983 in Buenos Aires) ist ein ehemaliger argentinischer Fußballspieler. Seine bisher erfolgreichste Zeit hatte er bei Catania Calcio, für die er acht Jahre lang spielte und zwischenzeitlich Kapitän war. Zudem ist Izco ist der Spieler mit den meisten Einsätzen für Catania in der Serie A. Neben der argentinischen besitzt er auch die italienische Staatsbürgerschaft.

## Karriere

### Karriere in Argentinien
Izco begann seine Karriere in der Heimat beim CA Tigre im Jahr 2000, welche zu diesem Zeitpunkt in der dritten Liga des Landes spielten. Dort bestritt er in vier Jahren 93 Einsätze und erzielte vier Tore. Zur Saison 2004/05 wechselte er zu Club Almagro, wo er auf sechs Einsätze kam und am Ende der Saison mit dem Verein absteigen musste. Nach dem Abstieg wechselte er zu CA Tigre, für die er 27 mal auflief. Dort wurde er von Scouts von Catania Calcio entdeckt und verpflichtet.

### Karriere in Italien
Izco wechselte offiziell im August 2006 zu dem damals neu in die Serie A aufgestiegenen sizilianischen Verein Catania Calcio und machte sein Debüt bei einem 2:0-Sieg gegen FC Parma. In den folgenden Jahren entwickelte sich Izco zu einem wichtigen und unverzichtbaren Spieler im Mittelfeld von Catania und avancierte zum Kapitän. Nach dem Abstieg in der Saison 2013/14 wechselte Izco zur Chievo Verona.
Nach drei Spielzeiten in Verona wechselte Izco im Sommer 2017 zu Chievos Ligakonkurrenten FC Crotone.